# Catualium
Catualium, aujourd'hui sur la commune de Heel, est une colonie romaine de la province de Germanie inférieure (GERMANIA INFERIOR). Catualium est mentionné sur la carte de Peutinger (Tabula Peutingeriana) entre Feresne (Dilsen) et Blariacum ((Hout-)Blerick).

## Histoire
Catualium a été fondée dans une zone de transition entre une vallée fluviale et des terres fertiles plus élevées. En dehors de cela, il y avait des sols sableux plus élevés, alternant avec des zones marécageuses. Catualium, comme presque toutes les colonies romaines de la province de Germania inferior, était un camp militaire avec une colonie civile à proximité. L'apogée de Catualium se situait entre 200 et 400. La plupart des découvertes de l'époque romaine ont été fouillées autour de l'église Saint-Étienne de Heel, sur le terrain de Sainte-Anne et sur le Panheelderweg ; Catualium se trouvait probablement à cet endroit. De nombreux verstiges sont exposées à la mairie de Maasgouw. Un champ funéraire romain a été fouillé sur le Panheelderweg dans les années 1960, dont les découvertes sont exposées au Limburgs Museum (nl) à Venlo.

## Étymologie
Catualium est la forme celtique d'un nom de lieu germanique composé des mots haþu- (bataille) et walla- (mur).
Le nom germanique a changé au fil des siècles via Catualium, Hathualium, Hethelium, Hethele et Hedele pour devenir Heel en 1650.